# Kiesgruben Meschenich

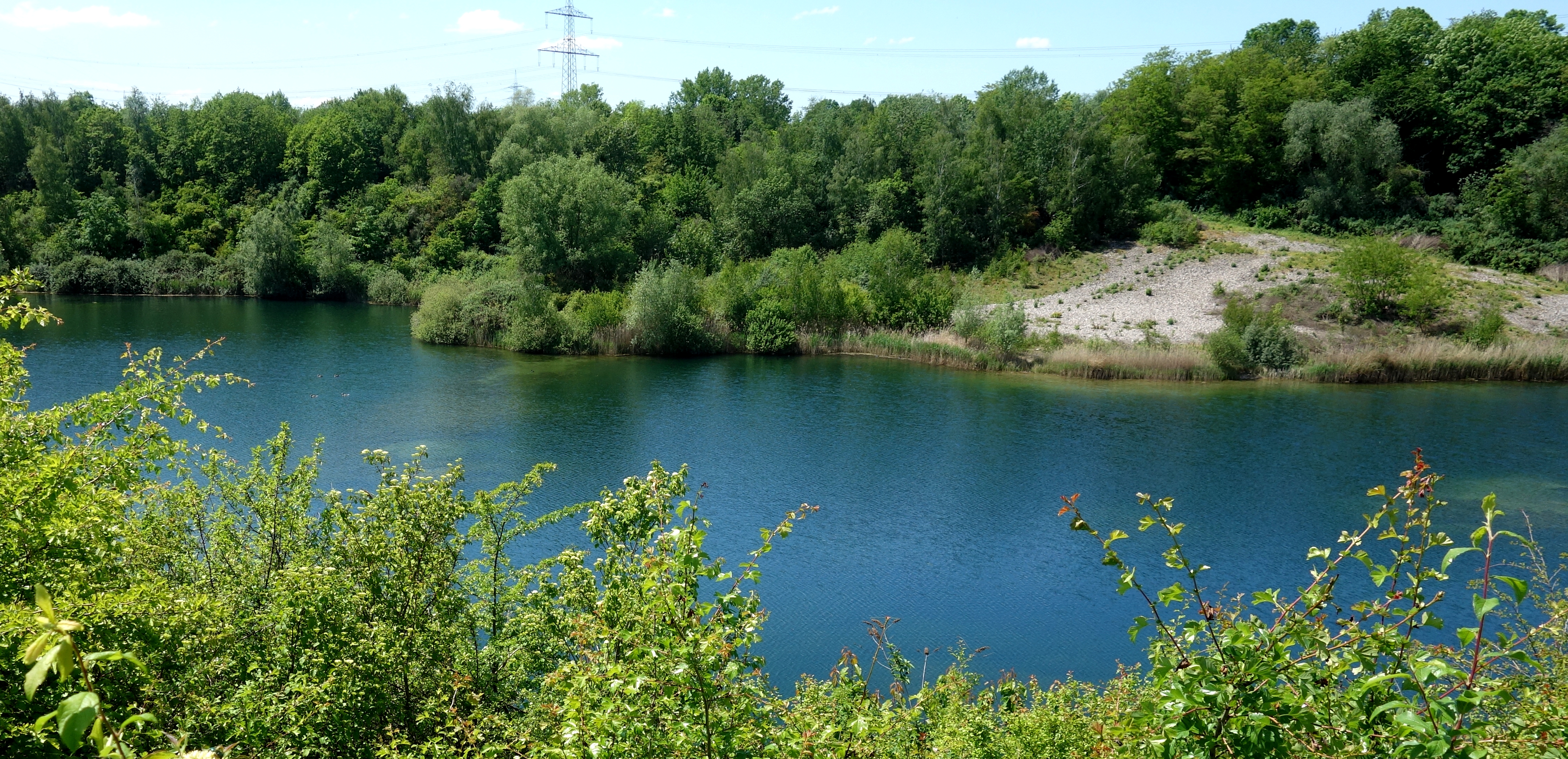
Kiesgruben Meschenich

Die Kiesgruben Meschenich sind ein 26,51 Hektar großes Naturschutzgebiet am südlichen Ortsrand des Kölner Stadtteils Meschenich. Das Gebiet besitzt eine sehr artenreiche Vegetation. Es ist als schutzwürdig eingestuft und seit 1991 als Naturschutzgebiet ausgewiesen.

## Beschreibung
Die ehemalige Abgrabungsfläche wird in der Mitte durch eine ehemalige fast zugewachsene Straße in zwei Flächen getrennt. Auf der östlichen Seite dominiert ein Abgrabungsgewässer mit zwei Inseln und mehreren Wasserpflanzen, die auf der Roten Liste stehen. Der Gewässerrand ist von spärlichem Röhricht umsäumt. Ein größeres Schilfröhricht grenzt nordwestlich an den See. Am Westufer liegt angeschütteter Kies als Rohbodenstandort. Im westlichen Bereich liegt eine kleine Grube mit Schilfröhricht, Rohrkolbenröhricht und Trockenrasen. Das gesamte Gebiet wird von angepflanztem Gehölz und von Wildwuchs durchdrungen und umgeben.
Für Wasservögel, Amphibien, Eidechsen und Schmetterlinge haben die Kiesgruben Meschenich regionale Bedeutung. Sie sind Teil eines Biotopverbundes von Kiesgruben-Standorten im Kölner Raum. Dementsprechend stehen der Erhalt der Rohbodenstandorte, Röhrichte und der offenen Wasserfläche im Vordergrund.

## Flächenmäßige Verteilung der schutzwürdigen und gefährdeten Lebensraumtypen
Die nachfolgenden schutzwürdigen und gefährdeten Lebensraumtypen sind im Gebiet vorzufinden.
Natürliche eutrophe Seen mit einer Vegetation des Magnopotamions oder Hydrocharitions (8,95 Hektar), Gebüsche und Baumgruppen (13,21 Hektar), Sümpfe, Riede und Röhrichte (nicht FFH-Lebensraumtyp) (1,32 Hektar), vegetationsarme Sand-, Kies- oder Schotterflächen und Rohböden (nicht FFH-Lebensraumtyp) (0,30 Hektar)

## Flächenmäßige Verteilung der Biotoptypen
Das Naturschutzgebiet umfasst im Wesentlichen die nachfolgenden geschützten Biotoptypen.
Ahornmischwald (0,56 Hektar), Schilfröhricht (1,32 ha), Abgrabungsgewässer (8,95 Hektar), vegetationsarme Kies- und Schotterflächen (0,80 Hektar), Wirtschaftsweg (0,15 Hektar) sowie diverse kleinere Flächen ohne Zuordnung.

## Vegetation
Folgende Pflanzenarten sind im Gebiet beheimatet:
Acker-Gauchheil, Acker-Kratzdistel, Acker-Vergissmeinnicht, Adlerfarn, Ähren-Tausendblatt, Asch-Weide, Berg-Ahorn, Blauroter Hartriegel, Breitblättriger Rohrkolben, Brombeere, Durchwachsenes Laichkraut, Echte Nelkenwurz, Echtes Johanniskraut, Echtes Tausendgüldenkraut, Eingriffeliger Weißdorn, Einjähriges Rispengras, Faulbaum, Feld-Ahorn, Fingerkraut, Flatter-Binse, Fliederspeer, Gemeine Braunelle, Gemeine Esche, Gemeine Nachtkerze, Gemeine Waldrebe, Gewöhnliche Kratzdistel, Gewöhnliche Schlehe, Gewöhnlicher Blutweiderich, Gewöhnlicher Glatthafer, Gewöhnlicher Tannenwedel, Gewöhnliches Eisenkraut, Große Brennnessel, Habichtskraut, Kamm-Laichkraut, Kanadische Wasserpest, Kardendistel, Kleiner Klee, Kleiner Odermennig, Kleiner Sauerampfer, Kleiner Wiesenknopf, Kleines Habichtskraut, Kletten-Labkraut, Kratzbeere, Krause Distel, Krauser Ampfer, Krauses Laichkraut, Kröten-Binse, Liguster, Nuttalls Wasserpest, Pfennigkraut, Raues Hornblatt, Reitgras, Robinie, Rose, Rote Heckenkirsche, Rotfrüchtige Zaunrübe, Rot-Schwingel, Sal-Weide, Sand-Birke, Schilf, Schlitzblättriger Storchschnabel, Schmalblättriges Greiskraut, Schmalblättriges Weidenröschen, Schwarz-Erle, Schwarzer Holunder, Segge, Silber-Fingerkraut, Silber-Weide, Sommerlinde, Spätblühende Traubenkirsche, Spiegelndes Laichkraut, Stieleiche, Viersamige Wicke, Vogelkirsche, Wald-Erdbeere, Walnuss, Weide, Weiße Seerose, Wiesen-Knäuelgras, Wiesenklee, Wiesen-Schafgarbe, Wilde Karde, Winterlinde, Wolliger Schneeball, Zitter-Pappel